# Conde do Prado da Selva
Conde do Prado da Selva é um título nobiliárquico criado por D. Fernando II de Portugal, Regente durante a menoridade de D. Pedro V de Portugal, por Decreto de 21 de Dezembro de 1853, em favor de D. Maria Emília de Almada Quadros Lencastre Saldanha e Albuquerque.
Titulares
1. Maria Emília de Almada Quadros Lencastre Saldanha e Albuquerque, 1.ª Condessa do Prado da Selva.